# Sabadel-Latronquière
Sabadel-Latronquière är en kommun i departementet Lot i regionen Occitanien i södra Frankrike. Kommunen ligger i kantonen Latronquière som tillhör arrondissementet Figeac. År 2022 hade Sabadel-Latronquière 93 invånare.

## Befolkningsutveckling
Antalet invånare i kommunen Sabadel-Latronquière
| Referens: INSEE |